# SK Telecom
SK Telecom Co., Ltd. (Hangul: SK 텔레콤 hoặc 에스케이 텔레콤) (tên đầy đủ: Sunkyong Telecom) là một nhà điều hành viễn thông không dây Hàn Quốc và là công ty con của tập đoàn SK.
SK Telecom là nhà mạng không dây lớn nhất của Hàn Quốc, dẫn đầu thị trường địa phương với 50,5% thị phần tính đến năm 2008  Kể từ khi thành lập năm 1984, công ty đã phát triển từ hệ thống di động tương tự thế hệ thứ nhất, sang CDMA thế hệ thứ hai, sau đó đến hệ thống di động IMT-2000 thế hệ thứ ba đầu tiên trên thế giới. SK Telecom cũng trở thành nhà mạng đầu tiên trên thế giới thương mại hóa HSDPA vào tháng 5 năm 2006. SK mở rộng vào thị trường điện thoại cố định bằng cách mua lại nhà khai thác cố định xếp hạng thứ hai Hanaro Telecom vào tháng 2 năm 2008.
Các thương hiệu trực tuyến của công ty bao gồm Nate, một cổng thông tin điện tử, June một dịch vụ đa phương tiện di động, Moneta, một ứng dụng di động ngân hàng điện tử, Nate Drive, một dịch vụ viễn thông và Digital Home, giao diện trực tuyến cho các thiết bị gia dụng điều khiển từ xa.
Năm 2004, SK Telecom đã ra mắt Hanbyul, vệ tinh DMB đầu tiên trên thế giới. TU Media, chi nhánh truyền thông kỹ thuật số của SK Telecom, phụ trách việc xử lý các chương trình phát sóng DMB TV.
Vào tháng 11 năm 2015, SK Telecom đã công bố ký một thỏa thuận mua lại CJ HelloVision, nhà khai thác Internet và cáp lớn nhất của Hàn Quốc, với mục đích hợp nhất với đơn vị cáp riêng của mình mang tên gọi SK Broadband. Việc mua lại, sẽ khiến SK Broadband trở thành đài truyền hình cáp trả tiền lớn thứ 2 sau KT, đang bị các đối thủ cạnh tranh phản đối, họ cho rằng việc sáp nhập sẽ giúp SK chiếm lĩnh thị trường một cách không công bằng.

## Lịch sử
SK Telecom được thành lập vào tháng 3 năm 1984 với tên Korea Mobile Telecom Services Corp., nhưng được đổi tên thành Korea Mobile Securities Corp vào tháng 5 năm 1988.  Nó là một công ty con của công ty điện thoại độc quyền nhà nước, Korea Telecom (nay là KT Corp) cho đến khi KT bán nó vào năm 1993.  Vào tháng 6 năm 1994, Tập đoàn SK (trước đây là Tập đoàn Sunkyong) đã trở thành cổ đông lớn nhất của Korea Mobile Telecommunications Corporation.  KMTC chính thức gia nhập SK Group vào tháng 1 năm 1997 và đổi tên thành SK Telecom vào tháng 3 năm đó.  Vào tháng 10 năm 2000, SK Telecom đã trở thành nhà khai thác thứ hai trên thế giới sau NTT DoCoMo ra mắt dịch vụ 3G thương mại sử dụng công nghệ W-CDMA.  Vào tháng 1 năm 2002, điều này đã được tiếp nối bằng cách ra mắt mạng CDMA2000 1xEV-DO đầu tiên trên thế giới, cung cấp tốc độ truyền dữ liệu tăng đáng kể cho các mạng 2G hiện có.
Vào tháng 5 năm 2005, SK Telecom đã thoái 60% cổ phần SK Teletech cho nhà sản xuất điện thoại di động Pantech.  SK vẫn là cổ đông lớn thứ hai bằng cách nắm giữ phần còn lại của cổ phiếu Teletech.  Vào năm 2006, thương hiệu thiết bị di động nổi tiếng "SKY" đã được Pantech sở hữu hoàn toàn khi hoàn tất việc tiếp quản SK Teletech.

### 1984–1993:Những năm đầu
Được thành lập vào ngày 29 tháng 3 năm 1984 với tên gọi Korea Mobile Services Services Corp, nhà mạng thuộc sở hữu nhà nước đã giới thiệu máy nhắn tin và điện thoại xe hơi cho thị trường Hàn Quốc.  Tháng 5 năm 1984 chứng kiến sự ra mắt của dịch vụ điện thoại xe hơi.  Korea Mobile đổi tên thành Korea Mobile Securities Corp  (KMTC) vào tháng 5 năm 1988.  Vào tháng 7, mạng di động AMPS ban đầu được ra mắt tại khu vực đô thị Seoul.  Đến năm 1991, hoàn tất phủ sóng toàn quốc.
Vào tháng 4 năm 1993, chính phủ Hàn Quốc thông qua KMTC, đã dùng CDMA làm hệ thống điện thoại di động quốc gia.

### 1994-1996: Tư nhân hóa và tiêu chuẩn CDMA
Thông qua tư nhân hóa, Tập đoàn SK đã trở thành cổ đông lớn nhất của Korea Mobile Telecommunications Corp. vào tháng 6 năm 1994. Vào tháng 10 năm 1994, lần đầu tiên hệ thống CDMA đầu tiên của Hàn Quốc được giới thiệu ra công chúng.
Vào tháng 1 năm 1995, KMTC đạt mốc một triệu thuê bao.  Korea Mobile Telecommuncations trở thành công ty Hàn Quốc thứ ba được niêm yết trên sàn giao dịch NYSE (ADR) vào tháng 6 năm 1996.  Cuối năm đó, Hàn Quốc có mạng CDMA thương mại đầu tiên (IS-95A).  Hoạt động tại Seoul vào tháng 10, đây được coi là một trong những mạng CDMA thương mại sớm nhất thế giới.

### 1997-2000: Mở rộng quốc tế
Tập đoàn SK đã hoàn thành việc tiếp quản KMTC vào tháng 1 năm 1997, khi nó trở thành hãng viễn thông thứ sáu trên thế giới đạt được mười triệu thuê bao.  Trong khoảng thời gian đó, nó cũng bắt đầu xây dựng vành đai CDMA Đông Bắc Á bao gồm Trung Quốc, Nhật Bản, Việt Nam và phần còn lại của lục địa châu Á. Tháng 3 năm 1997, để phản ánh những thay đổi mới, KMTC đã đổi tên thành SK Telecom và vào tháng 10, NetsGo, một dịch vụ trực tuyến, đã được ra mắt. Vào tháng 6 năm 1998, SK Telink, bộ phận dịch vụ cuộc gọi quốc tế, bắt đầu cung cấp dịch vụ cuộc gọi thương mại ở nước ngoài.  Vào tháng 12 năm 1998, SK Teletech đã ra mắt chiếc điện thoại đầu tiên của mình.  Vào tháng 4 năm 1999, SK Telecom đã thâm nhập thị trường Mông Cổ bằng cách đồng sáng lập Skytel LLC với gần 30% cổ phần sở hữu. TTL, một kế hoạch không dây nhắm mục tiêu người dùng trẻ tuổi và nTOP, một dịch vụ internet di động đã được ra mắt lần lượt vào tháng 7 và tháng 10 năm 1999. Tháng 12 năm 1999, SK Telecom đã vượt qua mười triệu thuê bao, tháng sau, hãng đã ra mắt dịch vụ CDMA2000 thương mại đầu tiên trên thế giới.  Đến cuối năm, hãng đã giành được hợp đồng cho cơ sở IMT-2000 (WCDMA) không đồng bộ.

### 2001 - 2007: Internet di động và tích lũy thị trường
Thiên niên kỷ mới mở ra kỷ nguyên của các mạng trực tuyến đa nền tảng chứng kiến nỗ lực tích hợp dịch vụ di động, vì SK Telecom đang khám phá các mô hình tạo giá trị mới như m-Commerce và DMB Service.  Vào tháng 1 năm 2002, việc mua lại Shinsegi Telecomm Inc. đã được hoàn thành.  Cũng trong tháng 1, công ty đã triển khai cơ sở IMT-2000 đồng bộ thương mại đầu tiên trên thế giới. Tháng 3 năm 2002, nhà mạng đã đạt được các thỏa thuận chuyển vùng quốc tế giữa các quốc gia sử dụng mạng CDMA và GSM.  Một thỏa thuận đã được ký với Pele-Phone của Israel vào tháng Tư để bán phần mềm độc quyền sẽ hoạt động trên mạng CDMA hiện tại của nhà cung cấp và mạng 1x-CDMA trong tương lai. Tháng 7, một MoU đã được ký kết với China Unicom để thành lập một liên doanh. Tháng 11, hai ứng dụng di động 'June' và 'Moneta' đã được ra mắt.  Vào tháng 7 năm 2003, S-Fone, một mạng CDMA thương mại đã hoạt động tại Việt Nam.  Vào tháng 8 năm 2003, tháng 6 đã trở thành dịch vụ 3G đầu tiên trên thế giới có một triệu thuê bao.  Vào tháng 2 năm 2004, SK đã giành được hợp đồng liên doanh với China Unicom, được gọi là UNISK. Tháng 3 năm 2004 đánh dấu một bước đột phá mới với sự ra mắt của Hanbyul, vệ tinh DMB đầu tiên trên thế giới. MelOn, một cửa hàng âm nhạc trực tuyến đã được ra mắt vào tháng 11 năm 2004. '1mm' và 'Loview', một dịch vụ khung ảnh kỹ thuật số đã được ra mắt lần lượt vào tháng 4 và tháng 11 năm 2005.  Đến tháng 12, MelOn đã có bốn triệu người đăng ký. SK Telecom bắt đầu năm 2006 với doanh thu kỷ lục 10 nghìn tỷ won (9,28 tỷ USD). Tháng 5, chiếc điện thoại HSDPA thương mại đầu tiên trên thế giới đã được phát hành. họ cũng xâm nhập thị trường truyền thông không dây của Mỹ với Helio. Tháng 6, SK Telecom đã ký kết hợp tác chiến lược với China Unicom để mua CB trị giá 1 tỷ đô la trong công ty con của mình, China Unicom Hong Kong.  Trong cùng tháng đó, SK đã triển khai mạng internet WiBro của mình. Tháng 4 năm 2007, một dự án tạo ra TD-SCDMA, tương đương mạng không dây 3G của Trung Quốc đã được ký kết với chính phủ Trung Quốc.  Trong khoảng thời gian đó, S-Fone có hai triệu thuê bao tại Việt Nam.

### 2008 - Hiện nay: Điện thoại cố định và công nghệ mới
Vào tháng 11 năm 2008, SK đã ký thỏa thuận mua cổ phần kiểm soát của công ty điện thoại cố định Hanaro Telecom với giá 1,09 nghìn tỷ won (1,15 tỷ USD) từ một tập đoàn do AIG và Newbridge Capital dẫn đầu.  Tổ chức mới này sẽ là công ty viễn thông lớn thứ hai về tổng tài sản và doanh thu bên cạnh KT Corp
Năm 2013 SK Telecom là nhà mạng đầu tiên trên thế giới cung cấp mạng LTE-Advanced thương mại.  Điều này trùng hợp với việc phát hành mẫu Samsung Galaxy S4 LTE-A, cung cấp CPU tăng cường (Snapdragon 800 vs.  Snapdragon 600 được sử dụng trong model thông thường) và cả khả năng LTE-Advanced.  SK Telecom đã hỗ trợ chiếc điện thoại này khi ra mắt.
Vào ngày 6 tháng 7 năm 2013, có thông tin rằng Apple đang đàm phán với SK Telecom để phát hành mẫu iPhone 5s trên mạng LTE Advanced của SK.

## Dịch vụ
Kể từ tháng 9 năm 2012, SK Telecom vận hành 2G IS-95/CDMA 2000, 3G WCDMA/HSPA+, 4G Mobile WiMAX và mạng LTE. 
| Tần số                                     | Băng tần | Tần số chiều rộng (MHz) | Thế hệ | Giao diện vô tuyến | Ghi chú        |
| ------------------------------------------ | -------- | ----------------------- | ------ | ------------------ | -------------- |
| 800 MHz (824-829, 869-874)                 |          | 2x5                     | 2G     | CDMA               |                |
| 850 MHz (829-839, 874-884)                 | 5        | 2x10                    | 3.9G   | LTE                | (tần số chính) |
| 1800 MHz (1715-1725, 1730-1735, 1810-1830) | 3        | 35                      | 3.9G   | LTE                |                |
| 2100 MHz (1930-1940, 2120-2130)            | 1        | 2x10                    | 3.9G   | LTE                |                |
| 2100 MHz (1940-1960, 2130-2150)            | 1        | 2x20                    | 3,5G   | UMTS/HSPA          |                |
| 2300 MHz (2300-2327)                       |          | 27                      | 3.9G   | Mobile WiMAX       |                |
| 3500 MHz (3600-3700)                       | n78      | 100                     | 5G     | NR                 |                |
| 28 GHz (28.1-28.9)                         | n258     | 800                     | 5G     | NR                 |                |

Mạng 2G hỗ trợ CDMA (IS-95A/B), CDMA2000 và EV-DO.  Thiết bị cầm tay EV-DO được đánh dấu bằng tên dịch vụ "June." Mạng 3G hỗ trợ WCDMA, HSPA và HSPA+.  SK Telecom có vùng phủ sóng HSPA+ tốt nhất tại Hàn Quốc.  HSPA+ có sẵn ở hơn 50 thành phố và thị trấn lớn, trong khi KT HSPA+ có sẵn ở các khu vực đô thị được chọn. 3.9G LTE, sử dụng cả băng tần 5 và băng tần 3, hỗ trợ công nghệ đa sóng mang mà SK Telecom tuyên bố là nhà mạng đầu tiên cung cấp.
Từ tháng 5 năm 2005 đến tháng 9 năm 2012, SK Telecom đã cung cấp S-DMB thông qua công ty con TU Media (sau này là SK Telink).  Dịch vụ S-DMB đã ngừng hoạt động vào tháng 9 năm 2012 sau những mất mát đáng kể trong những năm cuối cùng.
SK Telecom cũng cung cấp các dịch vụ giải trí, kinh doanh và tài chính đa nền tảng trực tuyến:
- MelOn: Được giới thiệu vào tháng 11 năm 2004, MelOn là cửa hàng điện tử âm nhạc của SK Telecom, cho phép người dùng tải xuống hoặc truyền phát nhạc qua internet.  Âm nhạc có thể được phát trên điện thoại di động, máy nghe nhạc kỹ thuật số, máy nghe nhạc cầm tay và máy ảnh kỹ thuật số.  Người dùng có thể tạo nhạc chuông riêng của họ.  Năm 2009, LOEN Entertainment, một hãng thu âm của SK Group, đã trở thành công ty phụ trách điều hành MelOn.  Một phiên bản MelOn của Indonesia đã được tạo ra với sự hợp tác của PT Telkom Indonesia.
- m-Finance: một hệ thống ngân hàng trực tuyến được giới thiệu vào năm 2001, cho phép người dùng chịu trách nhiệm về tất cả các giao dịch tài chính của họ.  Điện thoại di động được trang bị phù hợp có thể thực hiện ngân hàng cơ bản như chuyển khoản và kiểm tra số dư cũng như giao dịch chứng khoán và dịch vụ thẻ tín dụng.  Người dùng cũng có thể rút tiền mặt từ ATM bằng điện thoại của họ.
- Digital Home: Digital Home cho phép người dùng điều khiển và giám sát các thiết bị gia dụng, ánh sáng, hệ thống an ninh và báo cháy từ xa.  Dịch vụ này sử dụng mạng internet, điện thoại và cáp tốc độ cao để đạt được chức năng.
- Mobile RFID (m-RFID): Điện thoại có đầu đọc RF nhúng có thể cung cấp cho người dùng thông tin chính về sản phẩm trước khi mua hàng.  SK Telecom đã thử nghiệm công nghệ này cho sáu ứng dụng, bao gồm an toàn, xác thực, theo dõi gói hàng, quản lý chuỗi cung ứng, sử dụng nội dung số và dịch vụ dựa trên vị trí.

## Thị trường quốc tế
SK Telecom hiện đang nỗ lực mở rộng ra các thị trường toàn cầu, như Việt Nam, Mỹ và Trung Quốc.  Công ty cũng đang củng cố các liên minh chiến lược với các nhà mạng và doanh nghiệp CNTT toàn cầu khác.

### Trung Quốc
Năm 2000, SK Telecom lần đầu tiên vào Trung Quốc, sau đó thành lập liên doanh với China Unicom cho dịch vụ Internet không dây vào tháng 2/2004.  Liên doanh này giữa một công ty nước ngoài và trong nước, UNISK, là công ty đầu tiên thuộc loại này ở Trung Quốc.
Năm 2006, SK Telecom đã mua trái phiếu chuyển đổi trị giá 1 tỷ USD của China Unicom Hong Kong, một bộ phận của China Unicom và đồng ý hợp tác tìm nguồn cung ứng điện thoại, phát triển các dịch vụ bổ sung, phát triển và tiếp thị nền tảng, quản lý quan hệ khách hàng và phát triển mạng lưới.  Một kết quả của sự hợp tác này là cùng phát triển các thiết bị cầm tay có nguồn gốc từ Samsung, LG và Motorola.
Vào tháng 8 năm 2006, SK Telecom đã ký một MoU, biến nó thành công ty không thuộc Trung Quốc đầu tiên tham gia Dự án TD-SCDMA.  Theo thỏa thuận, SK Telecom sẽ hợp tác với Ủy ban Cải cách và Phát triển Quốc gia (NDRC) của Trung Quốc về phát triển TD-SCDMA, tiêu chuẩn Internet 3G của Trung Quốc.

### Hoa Kỳ

#### Helio
Vào ngày 26 tháng 1 năm 2005, SK Telecom tuyên bố đã thành lập một liên doanh trị giá 440 triệu đô la với Earthlink để thành lập một nhà mạng di động mới của Mỹ có tên SK-Earthlink, cuối năm đó, tên được đổi thành Helio.  Kết hợp với Earthlink, Helio dự kiến sẽ cung cấp nhiều loại thiết bị di động tiên tiến, nhiều thiết bị đã có sẵn tại Hàn Quốc.  Những mô hình này sẽ được tinh chỉnh và cập nhật để sử dụng bởi người tiêu dùng am hiểu công nghệ Mỹ, cho phép lần đầu tiên các thiết bị cầm tay có chức năng trước đây không có sẵn ở thị trường Mỹ.
Liên doanh hiện không còn hoạt động với tiền đề là nhà khai thác mạng ảo di động (MVNO), sử dụng dung lượng mạng CDMA 1xEVDO được thuê từ Sprint Nextel.  Năm 2007, SK Telecom đã bắt đầu cuộc đàm phán để mua cổ phần trong Sprint Nextel, Tuy nhiên vào năm 2008 nó đã quay lưng lại thỏa thuận này.
Vào ngày 27 tháng 6 năm 2008, có thông tin rằng Helio đã được Virgin Mobile mua lại trong một thỏa thuận chứng khoán; với mức giá mua lại là 39 triệu đô la, khác biệt so với 500 triệu đô la đầu tư ban đầu vào liên doanh.  Tất cả nhân viên đã bị loại bỏ và việc kinh doanh không còn là mối lo ngại nữa

#### Mobile Money Ventures
Vào ngày 6 tháng 3 năm 2008, SK Telecom đã ra mắt Mobile Money Ventures, một liên doanh với Citibank.  MMV thiết kế, phát triển, triển khai và hỗ trợ các giải pháp dịch vụ tài chính di động trên phạm vi toàn cầu.  Nền tảng tiền điện thoại di động của nó có thể hỗ trợ các dịch vụ ngân hàng di động hiện tại cũng như các dịch vụ thế hệ tiếp theo như thanh toán P2P và thanh toán NFC.
Vào ngày 28 tháng 3 năm 2011, SK Telecom đã thực hiện một nỗ lực bất ngờ để mua lại công ty cho thuê phim/trò chơi phá sản Blockbuster Inc.  SK đấu giá $ 288,5 triệu cho Blockbuster, nhưng cuối cùng lại thua Dish Network.

#### SK Telecom America Innopartners
Vào ngày 4 tháng 3 năm 2014, SK Telecom đã thông báo rằng chi nhánh tại Hoa Kỳ của họ, SK Telecom Americas, Inc. đã hoàn thành việc thành lập vườn ươm khởi nghiệp SK Telecom Americas Innopartners.  Nó được thiết lập để ươm tạo 11 khởi nghiệp cùng một lúc, hiện tại đang lưu trữ ba trong số đó (Etopus, N43, Pavilion Data).

### Việt Nam
Tháng 9 năm 2001, SK Telecom thành lập S-Telecom, thông qua Hợp đồng hợp tác kinh doanh (BCC) với SPT (Saigon Postel), một công ty điện thoại Việt Nam có giấy phép CDMA.
S-Telecom, nhà mạng không dây CDMA đầu tiên của Việt Nam, đã ra mắt các dịch vụ thương mại vào tháng 7 năm 2003 và từ đó đã nâng cấp mạng của mình lên CDMA2000 1xEV-DO để đáp ứng nhu cầu ngày càng tăng.  Hiện tại 64 thành phố bao gồm Thành phố Hồ Chí Minh và Hà Nội được phục vụ dưới thương hiệu S-Fone.
Kể từ tháng 10 năm 2006, công ty đã cung cấp dịch vụ internet không dây EV-DO tại năm thành phố lớn bao gồm Hà Nội và Thành phố Hồ Chí Minh.  Thuê bao S-Fone đạt hai triệu vào tháng 4 năm 2007, ít hơn ba năm sau khi bắt đầu.

## Công ty con
SK Telecom có một số công ty con hỗ trợ sự phát triển của nó.  Năm 2006, SK Communications mở rộng sang các thị trường mới với phiên bản nâng cao của trang mạng xã hội hàng đầu Hàn Quốc Cyworld.  Tại quê nhà, NateOn là dịch vụ nhắn tin hàng đầu với hơn 13 triệu người dùng tính đến năm 2006.  SK Telink, bộ phận điện thoại quốc tế, đã ra mắt tin nhắn SMS quốc tế của Hàn Quốc tại Mỹ, ngày nay nó hoạt động ở hơn 170 quốc gia.  TU Media, dịch vụ Phát thanh đa phương tiện kỹ thuật số vệ tinh (DMB) trên toàn quốc, cũng đang phát triển nhanh chóng, thu hút hơn một triệu thuê bao trong năm 2006.

### NetsGo
Với Thrunet và Hanaro kiểm soát gần một nửa thị trường Internet tốc độ cao đang phát triển, SK Telecom đã gia nhập thị trường vào cuối năm 1999 với Dream NetsGo, nhà cung cấp dịch vụ Internet cáp cung cấp dịch vụ hợp tác với nhà điều hành truyền hình cáp địa phương Dreamcity Media.  Nó cung cấp truy cập Internet với tốc độ lên tới 10 Mbit/giây bằng cách sử dụng mạng truyền hình cáp, có 120.000 thuê bao tại thời điểm đó.  Năm 2002, NetsGo sáp nhập với Lycos Korea để thành lập SK Communications.

### SK Broadband
Được thành lập như Hanaro Telecom, Inc. vào năm 1997 và là nhà khai thác cáp và cố định duy nhất bên cạnh KT thuộc sở hữu nhà nước.  Nó cung cấp dịch vụ điện thoại cố định đường dài trong nước và quốc tế cho các thuê bao thương mại và dân cư.  Sau khi có được Thrunet, công ty băng thông được xếp hạng thứ hai của Hàn Quốc vào năm 2005, Hanaro trở thành nhà cung cấp dịch vụ truy cập Internet băng thông rộng và các dịch vụ khác liên quan đến Internet, bao gồm các dịch vụ video theo yêu cầu và IPTV.  Các hoạt động kinh doanh khác liên quan đến Internet bao gồm mạng thông minh, đường dây thuê Internet, đường dây thuê trong nước, VPN, trung tâm dữ liệu Internet và dịch vụ CDN.  Các doanh nghiệp mới của nó bao gồm kinh doanh nền tảng, kinh doanh từ doanh nghiệp đến doanh nghiệp (B2B), kinh doanh chăm sóc sức khỏe. Hệ thống trao đổi trung tâm dựa trên Giao thức Internet (IP) của công ty cung cấp các chức năng Centrex (cuộc gọi nội bộ, số dịch vụ khách hàng, v.v.) và cung cấp các tính năng bổ sung, như nhiều âm chuông, bàn chuyển tiếp (chức năng lễ tân), cuộc gọi hội nghị, trung tâm cuộc gọi và chức năng tin nhắn thoại.  Nó cũng cung cấp dịch vụ được quản lý và dịch vụ tư vấn Công nghệ thông tin và Truyền thông (CNTT-TT).  Hanaro Telecom đã được SK Telecom mua lại vào năm 2008 và trở thành công ty con thuộc sở hữu hoàn toàn vào giữa năm 2015.

### SK Communications
Được thành lập vào năm 1999 với tên Lycos Korea, SK Communications là công ty công nghệ chịu trách nhiệm cho một số công cụ và sản phẩm internet thành công nhất tại thị trường Hàn Quốc.  Sau khi SK Telecom tiếp quản công ty năm 2002, cổng thông tin trực tuyến Nate đã được ra mắt và từ đó trở thành một trong những cổng thông tin phổ biến nhất ở Hàn Quốc.  Trang web truyền thông xã hội lớn nhất tại Hàn Quốc, Cyworld đã chứng kiến sự gia tăng mạnh mẽ về số lượng thành viên, với số thành viên đạt 20 triệu từ 16 triệu vào năm 2005.  SK Communications cũng cung cấp dịch vụ nhắn tin tức thời hàng đầu NateOn.  Tính đến tháng 12 năm 2006, NateOn có 13 triệu người dùng và dẫn đầu thị trường địa phương.  Vào năm 2006, cổng thông tin Nate.com đã được tân trang lại thành một trang web lấy người dùng làm trung tâm của Web 2.0, tập trung vào nội dung cá nhân và mạng xã hội.  Cyworld II cũng ra mắt lại với các dịch vụ Web 2.0, bao gồm trang chủ nhỏ được cá nhân hóa, tìm kiếm được cá nhân hóa, video UCC và các ứng dụng dựa trên Web tùy biến khác của người dùng.
SK Communications hiện đang mở rộng kinh doanh trực tuyến của mình vào thị trường toàn cầu.  Năm 2006, các phiên bản bản địa hóa của Cyworld đã được tung ra tại Trung Quốc, Đức, Nhật Bản, Đài Loan, Mỹ và Việt Nam.  Để tận dụng tối đa cơ sở cao cấp của mình, công ty công nghệ đang xây dựng một danh mục các nhà cung cấp nội dung, bao gồm công ty giáo dục Etoos; dịch vụ mua sắm tiêu dùng dưới thương hiệu Cymarket, thúc đẩy mạng lưới và lưu lượng truy cập của Cyworld; công ty con chơi game SK i-media; và Egloos, dịch vụ viết blog độc lập hàng đầu tại Hàn Quốc.  Ngoài ra, công ty đã mua cổ phần đáng kể (24,4%) trong một công cụ tìm kiếm trực tuyến mạnh mẽ, Empas, với giá 37,2 tỷ won.

### SK Planet
SK Planet là bộ phận thương mại điện tử của SK có trụ sở tại Pangyo.  Các lĩnh vực kinh doanh bao gồm nội dung số, thương mại tích hợp và truyền thông tiếp thị.
Lần ra mắt tháng 10 năm 2011 đánh dấu sự tái tổ chức của T Store.  SK Planet đã ra mắt qiip, một cửa hàng ứng dụng tại Nhật Bản. 11th là một trong những tổ hợp cửa hàng trực tuyến lớn nhất ở Hàn Quốc dưới sự quản lý của SK Planet.  Các sản phẩm khác bao gồm Smart Wallet, dịch vụ ví di động, OK Cashbag, dịch vụ số dặm tích hợp và Gifticon, dịch vụ chứng từ di động.  Là một phần của chiến lược thương mại tích hợp, các dịch vụ này đang được kết hợp dưới thương hiệu Syrup.
Vào ngày 14 tháng 11 năm 2014, SK Planet đã thành lập một liên doanh với Celcom Axiata Berhad của Malaysia.  Công ty thương mại điện tử mới được biết đến với cái tên Celcom Planet Sdn.  Bhd., Cửa hàng trực tuyến của nó được gọi là 11street Malaysia.

### SK Telink
Được thành lập vào tháng 4 năm 1998 với tư cách là nhà cung cấp dịch vụ điện thoại quốc tế, SK Telink đã phát triển thành một công ty lớn trong thị trường gọi quốc tế.  Dịch vụ cuộc gọi quốc tế được cung cấp dưới thương hiệu '00700'.  Dựa trên dịch vụ điện thoại đường dài và dịch vụ giá trị gia tăng được ra mắt vào năm 2005, nhà mạng bắt đầu cung cấp tin nhắn văn bản tiếng Hàn tại Mỹ đi và đến Hàn Quốc vào tháng 6 năm 2006.

### TU Media
Được thành lập vào tháng 12 năm 2003, TU Media Corp đã giới thiệu một dịch vụ truyền thông kỹ thuật số mới Đài truyền hình đa phương tiện kỹ thuật số (DMB).  Người đăng ký hiện có thể xem truyền hình vệ tinh trên thiết bị cầm tay của họ hoặc thông qua thiết bị đầu cuối gắn trên xe.  Tính đến tháng 12 năm 2006, số thuê bao của TU Media đã đạt mức một triệu, tăng từ 372.000 vào năm 2005.  DMB trên toàn quốc có sẵn trên 37 kênh, bao gồm 16 kênh video, 20 kênh âm thanh và một dữ liệu và cung cấp các chương trình về giáo dục, trò chơi, kịch, âm nhạc, tin tức và văn hóa.  Năm 2006, TU Media đã ra mắt TUBOX, kênh phim trả tiền cho mỗi lần xem cho phép người đăng ký xem phim trước khi phát hành DVD.  Ngoài 84 thành phố của Hàn Quốc, TU Media cung cấp dịch vụ trên đường cao tốc tốc hành và tàu điện ngầm đô thị Seoul.  Phạm vi bảo hiểm của DMB sau đó đã được mở rộng để bao gồm tuyến tàu Seoul Train eXpress (KTX) từ Seoul đến Busan, tàu điện ngầm Busan và 10 tuyến đường cao tốc địa phương Seoul.  Năm 2010 TU Media đã được sáp nhập với một công ty con khác, nhà cung cấp dịch vụ cuộc gọi quốc tế hàng đầu của SK Telink.  Chương trình phát sóng DMB đã kết thúc hai năm sau đó khi nó trở nên không cạnh tranh trong thị trường TV di động.

### iriver
iriver Inc. (trước đây là ReignCom) là một công ty điện tử và giải trí của Hàn Quốc được thành lập năm 1999 bởi bảy cựu giám đốc của Samsung.  SK Telecom đã mua lại nó từ Quỹ Vogo vào năm 2014.